# Repoussage
Ne doit pas être confondu avec repoussé.

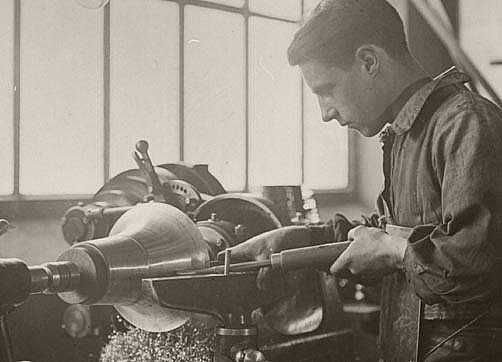
Repoussage d'une coupe à l'orfèvrerie Liberty, vers 1935.

Le repoussage au tour est un procédé de déformation plastique d’une feuille de métal de forme circulaire appelée flan.

## Principe
La déformation s’effectue sur un tour spécial, de la même forme et simplicité que le tour à bois. Cette pratique ancienne est au stade artisanal.
- le flan est serré entre le mandrin (forme définitive de la pièce) et un tampon appuyé sur la pièce par la pointe tournante.
- Une fois le tour mis en rotation (vitesse adaptée à la nature et l’épaisseur du métal), à l’aide d’un outil à bout arrondi, le brunissoir, appuyé sur le support et en butée sur un point d’appui ; l’opérateur exerce une pression et un mouvement circulaire afin de déformer et d’amener progressivement le flan sur le mandrin.

## Métaux utilisés
Le travail des métaux au repoussage dépend de la malléabilité et de la sensibilité de ceux-ci à l’écrouissage. Les métaux purs comme l’or, l’argent, l’aluminium, le zinc et le cuivre sont très malléables et se travaillent facilement. Les alliages comme l’acier, le laiton ou le maillechort s’écrouissent facilement et demandent plusieurs passes de travail et des recuits intermédiaires.
Le recuit peut se faire au chalumeau ou au four (préférable pour un recuit plus uniforme de la pièce).

## Machine et outils
Tout simple et robuste, composé d’une poupée fixe portant la poulie étagée et le mandrin, d’un banc à glissière plate, d’un support outils, d’une poupée mobile munie d’une pointe tournante.
Les outils traditionnels sont :
- le brunissoir : bout arrondi, il sert le plus souvent comme outil d’ébauche pour déformer le flan sur le mandrin,
- la cuillère cintrée : plus étroite que le brunissoir, elle est employée pour travailler près des bords ou dans une gorge,
- la cuillère plate : pour lisser, polir et éliminer les traces laissées par le brunissoir,
- l’outil crochet : pour les moulures, les bords et l’intérieur des pièces,
- l’outil à rogner : pour égaliser le bord extérieur du flanc et mettre la pièce de longueur,
- la molette : pour les bords roulés extérieurs,
- l’accoloir ou guide arrière : contrairement aux outils précédents qui sont en acier forgé et trempé, l’accoloir est en bois, affûté en biseau pour soutenir le métal au cours de la déformation.

## Outillage
- le mandrin : selon le travail à exécuter et la quantité de pièces à réaliser, il peut être en bois très dur et sec ou en métal.
- le tampon : sert à appuyer le flan sur le mandrin, il tourne avec la pièce et doit avoir la plus grande surface de contact avec celle-ci.

## Lubrification
La lubrification ou le graissage sont indispensables pour éviter le grippage de l’outil sur la pièce et pour faciliter la déformation. On emploie couramment le savon, le suif, la cire d’abeille ou un mélange d’huile et de lard. La consistance de cette substance graisseuse appliquée sur la pièce en rotation ne doit être ni trop fluide ni trop épaisse, pour qu’elle puisse rester sur la surface à travailler.

## Autres techniques de déformation
Déformation du métal différente de celle du repoussage.
- le fluotournage,
- le repoussé,
- l’embossage.

## Sources et références
- Cours de menuiserie-ébénisterie, collège technique de Montbéliard, 1956-57.
- Encyclopédie pratique, application mécanique, édition Quillet, 1961.
- vidéo sur le repoussage